# メリト・アコスタ
バルドメロ・ペドロ・アコスタ・フェルナンデス（Baldomero Pedro "Merito" Acosta Fernández , 1896年5月19日 - 1963年11月17日）は、キューバ共和国ハバナ州（現：アルテミサ州）バウタ出身のプロ野球選手（外野手）。左投げ左打ち。
長い間、同世代のキューバ出身MLB選手であるホセ・アコスタの弟とされていたが、実際には無関係であることが彼の娘によって明らかにされた。

## 経歴
1913年6月15日にワシントン・セネタースの一員として、17歳でMLB初出場。年間では出場機会はさほど多くはなかったが、それでも20打数6安打に2盗塁と上々の数字を記録した。しかし翌1914年、1915年と出場試合数は増えていくものの、結果を残すことが出来なかった。
1916年にわずか5試合出場に終わると、1917年は出場機会に恵まれず、ようやくMLBの舞台に戻ってきた1918年にはシーズン途中でのトレードが待っていた。移籍先のフィラデルフィア・アスレチックスでは49試合に出場して打率.302を記録するなど奮闘するが、この年限りでMLBからは退いた。
その後は1928年までマイナーリーグのAA級ルイビルに所属した。
また、冬の時期は1912-1913シーズンから1924-1925シーズンまでキューバ国内リーグ"リーガ・クバーナ・デ・ベイスボル"でプレーした。
1918年12月2日に外野手（中堅手）ながら無補殺の三重殺を達成するという珍記録を演出。無死満塁から全力疾走をしてライナーを好捕、そのまま走って二塁を踏み、飛び出していた二塁走者をアウトに取り、最後は戻ろうとした一塁走者を追い掛け、タッグアウトにした。
1922-1923シーズンにはエレファンテス・デ・マリアナオの監督として、チームを創設初年でキューバリーグ優勝に導いた。
アメリカ合衆国内に初めて設立されたキューバ出身者によるマイナーリーグチーム、ハバナ・キューバンズのオーナーを務めていた。
1955年にキューバ野球殿堂入りを果たした。
1963年11月17日にフロリダ州マイアミで死去。67歳没。

## プレースタイル
打撃面では、通算成績で四球が三振を上回り、生涯の出塁率が打率より約.100上である事から分かるように、選球眼に優れていた。

## 詳細情報

### 年度別打撃成績
| 年 度    | 球 団    | 試 合 | 打 席 | 打 数 | 得 点 | 安 打 | 二 塁 打 | 三 塁 打 | 本 塁 打 | 塁 打 | 打 点 | 盗 塁 | 盗 塁 死 | 犠 打 | 犠 飛 | 四 球 | 敬 遠 | 死 球 | 三 振 | 併 殺 打 | 打 率 | 出 塁 率 | 長 打 率 | O P S |
| -------- | -------- | ----- | ----- | ----- | ----- | ----- | -------- | -------- | -------- | ----- | ----- | ----- | -------- | ----- | ----- | ----- | ----- | ----- | ----- | -------- | ----- | -------- | -------- | ----- |
| 1913     | WS2      | 12    | 24    | 20    | 3     | 6     | 0        | 1        | 0        | 8     | 1     | 2     | --       | 0     | --    | 4     | --    | 0     | 2     | --       | .300  | .417     | .400     | .817  |
| 1914     | WS2      | 39    | 85    | 74    | 10    | 19    | 2        | 2        | 0        | 25    | 4     | 3     | 4        | 0     | --    | 11    | --    | 0     | 18    | --       | .257  | .353     | .338     | .691  |
| 1915     | WS2      | 72    | 204   | 163   | 20    | 34    | 4        | 1        | 0        | 40    | 18    | 8     | 4        | 9     | --    | 28    | --    | 4     | 15    | --       | .209  | .338     | .245     | .584  |
| 1916     | WS2      | 5     | 10    | 8     | 0     | 1     | 0        | 0        | 0        | 1     | 0     | 0     | --       | 0     | --    | 2     | --    | 0     | 0     | --       | .125  | .300     | .125     | .425  |
| 1918     | WS2      | 3     | 2     | 2     | 0     | 0     | 0        | 0        | 0        | 0     | 0     | 0     | --       | 0     | --    | 0     | --    | 0     | 1     | --       | .000  | .000     | .000     | .000  |
| 1918     | PHA      | 49    | 198   | 169   | 23    | 51    | 3        | 3        | 0        | 60    | 14    | 4     | --       | 10    | --    | 18    | --    | 0     | 10    | --       | .302  | .369     | .355     | .724  |
| '18計    | PHA      | 52    | 200   | 171   | 23    | 51    | 3        | 3        | 0        | 60    | 14    | 4     | --       | 10    | --    | 18    | --    | 0     | 11    | --       | .298  | .365     | .351     | .716  |
| MLB：5年 | MLB：5年 | 180   | 523   | 436   | 56    | 111   | 9        | 7        | 0        | 134   | 37    | 17    | *8       | 19    | --    | 63    | --    | 4     | 46    | --       | .255  | .354     | .307     | .661  |

- 「-」は記録なし
- 通算成績の「*数字」は、不明年度がある事を示す。